# انتخابات پارلمانی سومالی (۲۰۱۶)
انتخابات پارلمانی سومالی قرار است بین تاریخ‌های ۲۴ سپتامبر و ۱۰ اکتبر ۲۰۱۶ (برابر با ۳ مهر تا ۱۹ مهر ۱۳۹۵) برگزار شود. این نخستین انتخابات پس از ۱۹۸۴ در این کشور است. قرار است پارلمان نو رئیس‌جمهور را در ۳۰ اکتبر برگزیند.

## پیش‌زمینه
با برگزاری این انتخابات و ورود نمایندگان به پارلمان، اصطلاح مجلس غیرانتخابی دولت سومالی از روی این مجلس برداشته خواهد شد.
تنها جمعیت محدودی حق شرکت در این انتخابات را دارند زیرا مدل انتخاباتی فعلی تنها روسای قبایل و نمایندگان جوامع را مجاز به شرکت می‌داند. از سوی دیگر شورشی‌های اسلامگرا می‌توانند انتخاباتی را که همه‌ی مردم بتوانند در آن شرکت کنند در سطح کشور به هم بریزند.
با وجود آن که جنگ داخلی و تقسیم کشور همچنان در سومالی در جریان است و الشباب توان به هم ریختن انتخابات را داد، اما دولت تصمیم دارد انتخابات را در تاریخ اعلام شده برگزار کند.